# خرمن‌لی (آردانوچ)
خرمن‌لی (به ترکی استانبولی: Harmanlı) یک منطقهٔ مسکونی در ترکیه است که در آردانوچ واقع شده‌است. خرمن‌لی ۱۲۴ نفر جمعیت دارد.